# Puchar Świata Kobiet w Kolarstwie Szosowym 1999
Puchar Świata kobiet w kolarstwie szosowym w sezonie 1999 to druga edycja tej imprezy. Organizowany przez UCI, obejmował dziewięć wyścigów, z czego pięć odbyło się w Europie, a po dwa w Ameryce Północnej oraz Australii i Oceanii. Pierwsze zawody odbyły się 7 marca w stolicy Australii - Canberze, a ostatnie 26 września w szwajcarskim Embrach.
Trofeum sprzed roku broniła Litwinka Diana Žiliūtė. Tym razem w klasyfikacji generalnej zwyciężyła Australijka Anna Wilson. 

## Wyniki
| Data              | Wyścig                              | Podium               |  |
|                   |                                     |                      |  |
| 7 marca 1999      | Australia World Cup                 | Anna Wilson          |  |
| 7 marca 1999      | Australia World Cup                 | Hanka Kupfernagel    |  |
| 7 marca 1999      | Australia World Cup                 | Sarah Symington      |  |
|                   |                                     |                      |  |
| 14 marca 1999     | New Zealand World Cup               | Roberta Bonanomi     |  |
| 14 marca 1999     | New Zealand World Cup               | Gunn-Rita Dahle      |  |
| 14 marca 1999     | New Zealand World Cup               | Tracey Gaudry        |  |
|                   |                                     |                      |  |
| 20 marca 1999     | Primavera Rosa                      | Sara Felloni         |  |
| 20 marca 1999     | Primavera Rosa                      | Gabriella Pregnolato |  |
| 20 marca 1999     | Primavera Rosa                      | Chantal Beltman      |  |
|                   |                                     |                      |  |
| 14 kwietnia 1999  | La Flèche Wallonne Féminine         | Hanka Kupfernagel    |  |
| 14 kwietnia 1999  | La Flèche Wallonne Féminine         | Edita Pučinskaitė    |  |
| 14 kwietnia 1999  | La Flèche Wallonne Féminine         | Cindy Pieters        |  |
|                   |                                     |                      |  |
| 30 maja 1999      | CdM Cycliste Féminine de Montréal   | Tracy Gaudry         |  |
| 30 maja 1999      | CdM Cycliste Féminine de Montréal   | Lyne Bessette        |  |
| 30 maja 1999      | CdM Cycliste Féminine de Montréal   | Anna Wilson          |  |
|                   |                                     |                      |  |
| 4 czerwca 1999    | Liberty Classic                     | Petra Rossner        |  |
| 4 czerwca 1999    | Liberty Classic                     | Karen Dunne          |  |
| 4 czerwca 1999    | Liberty Classic                     | Hanka Kupfernagel    |  |
|                   |                                     |                      |  |
| 7 sierpnia 1999   | Trophée International               | Vanja Vonckx         |  |
| 7 sierpnia 1999   | Trophée International               | Judith Arndt         |  |
| 7 sierpnia 1999   | Trophée International               | Tracy Gaudry         |  |
|                   |                                     |                      |  |
| 12 września 1999  | Tour Beneden-Maas                   | Petra Rossner        |  |
| 12 września 1999  | Tour Beneden-Maas                   | Leontien van Moorsel |  |
| 12 września 1999  | Tour Beneden-Maas                   | Anna Wilson          |  |
|                   |                                     |                      |  |
| 26 września 1999  | UCI Weltcupfinale Embrach           | Anna Wilson          |  |
| 26 września 1999  | UCI Weltcupfinale Embrach           | Hanka Kupfernagel    |  |
| 26 września 1999  | UCI Weltcupfinale Embrach           | Arenda Grimberg      |  |
|                   |                                     |                      |  |
|                   |                                     | Podium               |  |
|                   | Klasyfikacja końcowa Pucharu Świata | Anna Wilson          |  |
| Hanka Kupfernagel | Klasyfikacja końcowa Pucharu Świata |                      |  |
| Tracy Gaudry      | Klasyfikacja końcowa Pucharu Świata |                      |  |

## Klasyfikacja generalna
| Lp. | Zawodnik          | Team                        | Punkty |
| --- | ----------------- | --------------------------- | ------ |
| 1.  | Anna Wilson       | Saturn Cycling Team         | 288    |
| 2.  | Hanka Kupfernagel | The Greenery Hawk Team      | 281    |
| 3.  | Tracy Gaudry      | Ebly                        | 162    |
| 4.  | Petra Rossner     | Reprezentacja Niemiec       | 160    |
| 5.  | Sara Felloni      | Reprezentacja Włoch         | 114    |
| 6.  | Roberta Bonanomi  | Reprezentacja Włoch         | 113    |
| 7.  | Chantal Beltmann  | Reprezentacja Holandii      | 104    |
| 8.  | Gunn-Rita Dahle   | Reprezentacja Norwegii      | 95     |
| 9.  | Vanja Vonckx      | Vlaanderen 2002 Ladies Team | 84     |
| 9.  | Catherine Marsal  | Reprezentacja Francji       | 84     |